# Sagartiogeton
Sagartiogeton is een geslacht van zeeanemonen uit de klasse van de Anthozoa (bloemdieren).

## Soorten
- Sagartiogeton abyssorum Carlgren, 1942
- Sagartiogeton californicus (Carlgren, 1940)
- Sagartiogeton entellae Schmidt, 1972
- Sagartiogeton flexibilis (Danielssen, 1890)
- Sagartiogeton ingolfi Carlgren, 1928
- Sagartiogeton robustus Carlgren, 1924
- Sagartiogeton tubicolus (Koren & Danielssen, 1877)
- Sagartiogeton verrilli Carlgren, 1942

Niet geaccepteerde soorten:
- Sagartiogeton abyssicola (Verrill) → Sagartiogeton verrilli Carlgren, 1942
- Sagartiogeton antarcticus Carlgren, 1928 → Kadosactis antarctica (Carlgren, 1928)
- Sagartiogeton californica (Carlgren, 1940) → Sagartiogeton californicus (Carlgren, 1940)
- Sagartiogeton erythraios Zelnio, Rodríguez & Daly, 2009 → Jasonactis erythraios (Zelnio, Rodriguez & Daly, 2009)
- Sagartiogeton lacerata (Dalyell, 1848) → Cylista lacerata (Dalyell, 1848)
- Sagartiogeton laceratus (Dalyell, 1848) → Cylista lacerata (Dalyell, 1848)
- Sagartiogeton praelongus Carlgren, 1928 → Daontesia praelonga (Carlgren, 1928)
- Sagartiogeton undata (Müller, 1778) → Cylista undata (Müller, 1778)
- Sagartiogeton undatus (Müller, 1778) → Cylista undata (Müller, 1778)
- Sagartiogeton viduatus (Müller, 1776) → Sagartia (Cylista) viduata (Müller, 1776)